# Styela bicolor
Styela bicolor är en sjöpungsart som först beskrevs av Sluiter 1887.  Styela bicolor ingår i släktet Styela och familjen Styelidae. Inga underarter finns listade i Catalogue of Life.